# フラゴナール (小惑星)
フラゴナール (8235 Fragonard) は小惑星帯にある小惑星。パロマー天文台のトム・ゲーレルスとライデン天文台のファン・ハウテン夫妻が発見した。
ロココ期のフランスの画家、ジャン・オノレ・フラゴナールに因んで名付けられた。